# Grand-Auverné
Grand-Auverné é uma comuna francesa na região administrativa da Pays de la Loire, no departamento de Loire-Atlantique. Estende-se por uma área de 34,4 km². Em 2010 a comuna tinha 789 habitantes (densidade: 22,9 hab./km²).